# Diplocephalus foraminifer
Diplocephalus foraminifer là một loài nhện trong họ Linyphiidae. Chúng được Octavius Pickard-Cambridge miêu tả năm 1875.

## Phân loài
- Diplocephalus foraminifer thyrsiger Eugène Simon, 1884